# Patrick Pinheiro

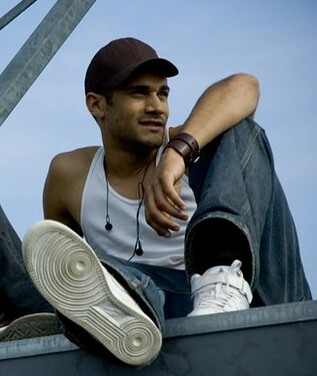
Patrick Pinheiro bei den Dreharbeiten zu Little Paris

Patrick Pinheiro (* 1977 in München) ist ein deutscher Schauspieler.

## Leben
Seine Ausbildung absolvierte er an der European Film Actor School in Zürich. Daneben ließ er sich von Giles Forman in London, Jens Roth in Berlin sowie Nancy Bishop coachen.
Einem breiten Publikum wurde er bekannt durch seine erste Fernsehrolle Branko Semenic in der ARD-Vorabendserie Marienhof, in der er vom 11. März 1993 bis Herbst 1994 zu sehen war. Im Frühjahr 1995 kehrte er für einen kurzen Gastauftritt noch einmal in die Serie zurück. Zu Beginn der Dreharbeiten besuchte er die 10. Klasse des Gymnasiums.
Es folgten zahlreiche Kino- und Fernsehfilmrollen, unter anderem in den Krimi-Serien Wolffs Revier oder SOKO Wismar.
Patrick Pinheiro spricht neben seiner Muttersprache fließend Englisch, Französisch, Portugiesisch und Spanisch. Derzeit lebt er in Berlin.

## Filmografie

### Kino
- 2001: Rave Macbeth
- 2004: Not a Lovestory (als Aaron)
- 2008: Little Paris (als Gameboy)
- 2009: Ninja Assassin (als Maslows Berater)
- 2010: Zeiten ändern Dich (als B-Kool)
- 2011: One Shot (Kurzfilm) (als Patrick)
- 2011: Berlin Angels (Kurzfilm) (als Irshad)
- 2012: Fünf Jahre (als Stackhouse)

### Fernsehen
- 1993–1994: Marienhof (als Branko Semenic)
- 1997: Die Unzertrennlichen – Träume (als Jerry)
- 1998: Gegen Ende der Nacht (als Fahrer)
- 2000: Die Schule am See (als Max Lebert)
  - Jule und ihre Männer
  - Prüfungen
  - Jule und Chris
- 2001/2010/2015: SOKO Leipzig
  - 2001: Tod im Internat (als Raik Hoppe)
  - 2010: Die Hand Gottes (als Ronaldo Castilho)
  - 2015: Schuss durch die Tür (als Jörg Dobers)
- 2004: Hai-Alarm auf Mallorca (als Fabio Ortega)
- 2005: Wolffs Revier – Von Liebe und Hass (als Karim Sabu)
- 2005: Kanzleramt – Salsa für Nina (als Juan Gomez)
- 2005: Schulmädchen – Poolboy und Sextoys (als Steffano)
- 2006: Deutschmänner (als Machmut)
- 2007: Kinder, Kinder – Von Eltern und Erbsen
- 2008: SOKO Wismar – Endstation Rot (als Djuba Moll)
- 2008: Haus und Kind (als Daniel)
- 2009: Eine wie keine (als Adan Rubero)
- 2011: Lügen haben linke Hände (als Paco)
- 2012: SOKO Stuttgart – Nachtschicht (als Carlos Lopez)
- 2014: Wir tun es für Geld (als Tanzlehrer)
- 2021: Tribes of Europa (Fernsehserie)

### Sonstiges
- 2009: Auftritt in der Dokumentation Building Little Paris